# Al-Saduq
Abu Ja'far Muhammad ibn 'Ali ibn Babawaih al-Qummi (d. 991), bedre kendt som Sheik al-Saduq og Ibn Babawayh, var en prominent Tolver Shia lærd. Han mest kendte værk er traditionssamlingen Man la yahduruhu al-Faqih der siden hen er blevet betragtet blandt de fire standardværker indenfor genren af traditionssamlinger.